# 纳哈出
纳哈出（？—1388年8月31日），元末明初大臣，官至太尉，属蒙古札剌亦兒氏。为成吉思汗四杰之一木华黎裔孙，乃蛮台之孙，埜仙普化之子。
元朝滅亡後，纳哈出驻兵开元金山（今昌图县金山堡一带），计有二十万之众，繼續抵抗明朝，与脱古思帖木儿呼应。有史料稱其为开元王。天元九年（1387年），明將冯胜進逼金山，纳哈出無力抵抗，於是投降。降后，封海西侯。次年，隨傅友德征雲南，途中病亡。後人獲罪，流寓閩南泉州，一般認為泉州的出姓即源于纳哈出。

## 生平

### 早年
纳哈出初为太平路（今安徽省当涂县）万户，元至正十五年（1355年），朱元璋攻克太平时被俘，因其为名臣后人之故，好言劝降，不歸順，念其心繫元廷，遂给予银两放归。元顺帝封其为丞相，后又封太尉。

### 败于高丽
至正二十二年（1362年）二月，双城总管府趙小生联络納哈出，收复了被高丽夺取的三撒、忽面之地，并屡次击败高丽都指揮使鄭暉的军队。高丽以李成桂爲東北面兵馬使以抗元军。当年七月，納哈出領兵數萬，與趙小生、卓都卿等屯于洪原之韃靼洞，派遣哈剌萬戶那延帖木兒、同僉伯顔甫下，指挥1000餘兵爲先鋒。元军在德山洞院平遭到高丽军队截击，被击退丢弃物资甚多。而高丽军队则撤到答相谷。納哈出率元军移兵德山洞，却被被李成桂乘夜襲擊。納哈出被迫返回韃靼洞，而李成桂则屯兵舍音洞。李成桂认为“兵法當先攻弱”，因此派兵越过車踰嶺打击元军，而亲率精騎600到嶺下。李成桂率10餘騎冲击元军，射死元军裨將1人，又以诈败引诱元军，射死元军精锐将官1人。納哈出之妻劝納哈出逃跑，纳哈出拒绝。數日后，李成桂率领高丽军队翻过咸關嶺，至韃靼洞。納哈出置陣相當，率10餘騎出陣前，李成桂也一样。納哈出表示自己是来追剿红巾军沙劉、關先生和潘誠所部的，并非与高丽作战，现在元军损失10000多人，亡裨將數人，希望和高丽军队休战。李成桂认为有詐，不从，并射死納哈出身旁1将，又射死納哈出的馬，納哈出改乘另一马，又被射死。元军和高丽军队展开激战，互有勝負。納哈出不想继续作战，于是率军回撤，而李成桂则率高丽军队追击元军。纳哈出被李成桂追赶，迫于无奈说：“李萬戶也，兩將何必相迫！”，李成桂又射死他的馬。最后在元军士兵的援助下，納哈出成功逃跑。日暮，高丽军队也开始撤军，李成桂亲自殿后，击败追击宦者李波羅實的元军。撤军途中，高丽军队又成功击败了元军重装骑兵。数日后，納哈出率军又於咸興平与李成桂所部高丽军队相遇，元军又被击败，納哈出收散卒遁去，被缴获銀牌銅印等物及其他物资。後納哈出见无力击败李成桂，便派人通好，獻馬於高丽恭愍王，并送一个鞞皷、一匹良馬給李成桂，以致禮意，表示心服。納哈出的妹妹在軍中見到李成桂，称赞道：“斯人也，天下無雙。”后来納哈出对李子春说：“李子春嚮日言我有才子，果不誣矣。”至正二十七年（1367年）冬，高丽恭愍王王顓派開城尹黃淑卿往聘，納哈出对他表示：“我本非與高麗戰，伯顔帖木兒王（指恭愍王）遣年少李將軍擊我，幾不免。李將軍無恙乎？年少而用兵如神，眞天才也。將任大事於爾國矣”。

### 投降明朝
后元辽阳行省平章刘益降明，明取得了辽东大部后，明太祖朱元璋数次遣使招抚，未得答复。宣光五年（1375年），入寇辽东，兵抵金州，明辽东都卫马云、叶旺等将其击败。其后数入犯，皆败。天元九年（1387年），朱元璋令冯胜、傅友德、蓝玉领军二十万进逼金山，又派故元将乃刺吾劝降。纳哈出见大势已去，遂降。降后，封“海西侯”，并赐以丹书铁券。明洪武二十一年七月二十九日（1388年8月31日），傅友德出征云南，纳哈出隨往，行至武昌，饮酒过度，卒于舟中，奉诏归葬于南京南门外。
据信泉州出姓即源于纳哈出，纳哈出卒后，其子察罕改袭沈阳侯。明洪武二十六年（1393年），因蓝玉案被杀。次子佛家奴惧，即刻離職，隐居泉州惠安。